# إتش إم إس الجفير

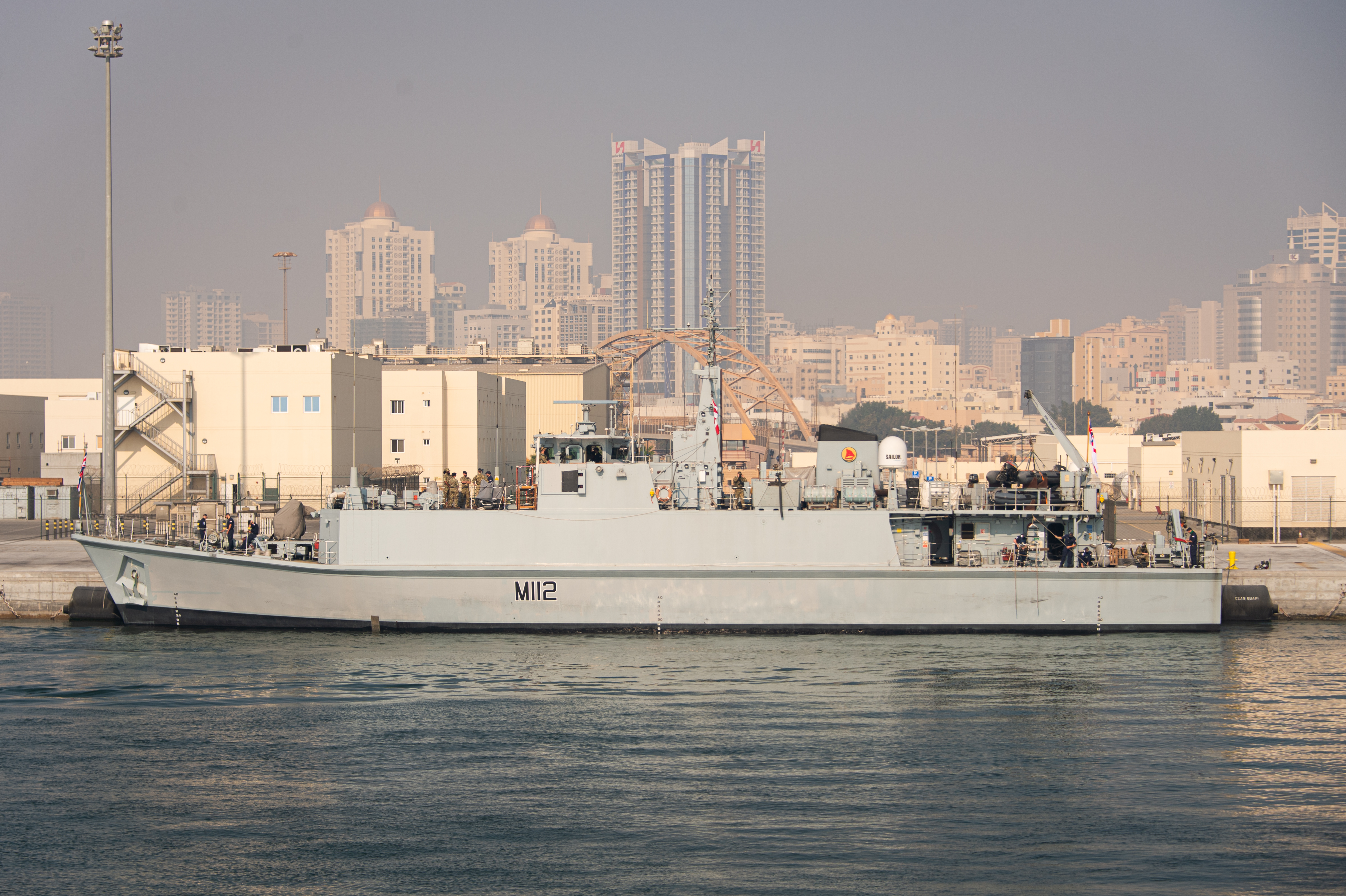
القوات البحرية المكية البريطانية في البحرين

إتش إم إس الجفير (بالإنجليزية: HMS Jufair) هي قاعدة القوات البحرية الملكية البريطانية يجري بناؤها في ميناء سلمان البحريني، وهي تعد أول قاعدة بحرية دائمة للقوات البريطانية في الشرق الأوسط منذ عام 1971. في 1 نوفمبر 2015، حضر مراسم بدء تشييد القاعدة وزير الخارجية البريطانية فيليب هاموند وعسكريون من البحرية البريطانية. وفقًا لهيئة الإذاعة البريطانية، دفعت البحرين معظم تكاليف بناء القاعدة التي بلغت 23 مليون دولار، وتدفع بريطانيا التكاليف الجارية.
جرى بناء القاعدة أول مرة في 13 أبريل 1935 وكانت جزءًا من ميناء سلمان. استأجرت البحرية الأمريكية مساحة من القاعدة في 1950، وبعد استقلال البحرين في 1971 استحوذت البحرية الأمريكية على كامل مساحة القاعدة. أعيد تسمية القاعدة لتكن وحدة الدعم الإداري في البحرين Administrative Support Unit Bahrain ثم حملت اسم نشاط الدعم الإداري البحري في البحرين Naval Support Activity Bahrain.